# I ♥ XMAS
『I ♥ XMAS』（アイ ラヴ クリスマス）は、2006年12月6日に発売されたTommy heavenly6の7枚目のシングルである。

## 概要
- クリスマスを記念に制作され、Tommy heavenly6の楽曲の中で唯一のミディアムバラードである。タイアップのドラマ側から「働く女性のクリスマス」というテーマで要請され、制作した。[1]
- PVは前作に引き続きTommy february6とTommy heavenly6の共演作である。今作は珍しく屋外ロケ撮影となった。
- オリコン最高29位はheavenly6名義のシングル(配信限定シングルを除く)の中では最も低い順位となってしまった。
- 初回限定盤はデジパック仕様でPVを収録したDVDが付属しており、通常盤とはジャケットが異なる。

## 収録曲
CD
1. I ♥ XMAS
作詞：Tommy heavenly6／作曲・編曲：James White
日本テレビ系列2時間ドラマ「火曜ドラマゴールド」主題歌
2. THE CASE
作詞：Tommy heavenly6／作曲・編曲：James White
3. I ♥ XMAS(Original Instrumental)

DVD（初回盤のみに付属）
1. I ♥ XMAS (MUSIC VIDEO)
前作『Lollipop Candy ♥BAD♥ girl』が凝った世界観だったので、今作はシンプルな世界観にしたとのこと。

## 収録アルバム
- 『Heavy Starry Heavenly』(#1,2)
- 『Gothic Melting Ice Cream's Darkness “Nightmare”』(#1)